# Saravan, Iran
Saravan este un oraș din Iran.